# Nikolaus av Edsleskog
Sankt Nicolaus av Edsleskog, död under slutet av 1100-talet, var en svensk präst som dog som martyr och sedermera blev ett medeltida svenskt helgon.

## Martyrskap och helgonkult
Det berättas att då han skulle erbjuda eukaristin till en sjuk blev han överfallen och dödad av ogärningsmän. Till Guds ära och för att hedra minnet av helgonet uppfördes en kyrka som troligtvis byggdes i närheten av den plats där han led martyrdöden i Edsleskog i nuvarande Åmål. I ett brev av påve Honorius III (påve 1216–1227) omkring år 1221 uppmanar denne biskop Bengt av Skara att han på ett klokt sätt ska vårda den vördnad som uppkommit för detta helgon och att avlat ska ges till de som besöker kyrkan. Det berättas om flertalet mirakel som ska ha inträffat för personer som besökt Sankt Nikolaus reliker. Det berättas även om att en källa sprang fram på den plats där han led martyrdöden. Källan har på senare tid återupptäckts och har nu blivit fullt restaurerad till sin forna glans med klart drickbart vatten.

### Internet
- https://web.archive.org/web/20140808043132/http://www.hembygd.se/edsleskog/fran-sockneboken-del-3/st-nicolai-kalla/